# Loxosomella follicola
Loxosomella follicola är en bägardjursart som beskrevs av Nielsen 1966. Loxosomella follicola ingår i släktet Loxosomella och familjen Loxosomatidae. Inga underarter finns listade i Catalogue of Life.